# 胶核木属
胶核木属（学名：Myxopyrum）是木犀科下的一个属，为攀援状大灌木植物。该属共有14种。